# 흑기러기

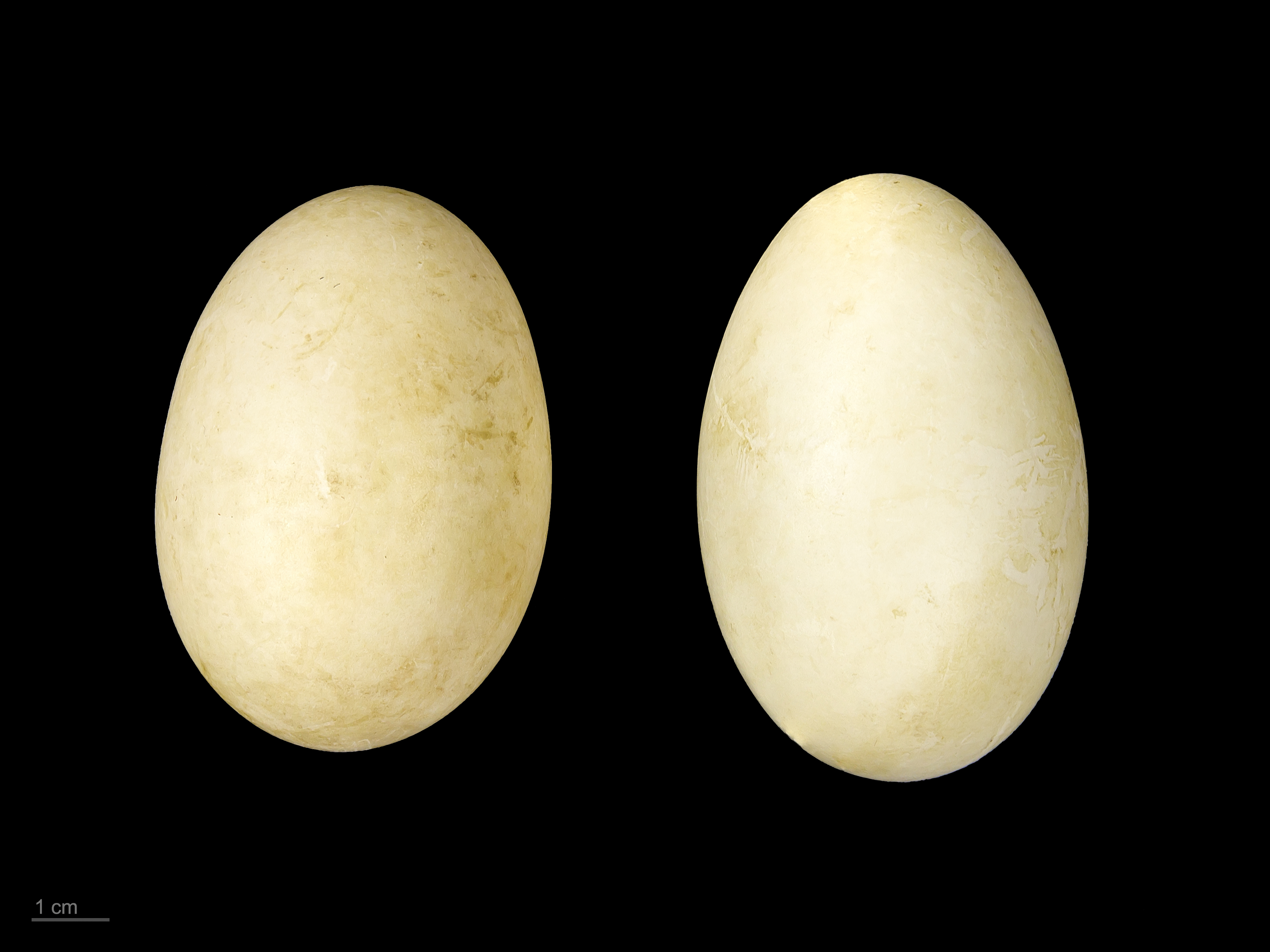
Branta bernicla

흑기러기(brant or brent goose)는 기러기목 오리과에 속하며 학명은 Branta bernicla이다. 몸길이는 약 61cm이다. 암수 모두 머리와 목은 검은색으로 흰색 목띠가 있으며 곳곳에 검은색 얼룩무늬가 있다. 등, 어깨, 허리, 위꼬리덮깃은 어두운 갈색, 허리 양쪽과 위꼬리덮깃의 양쪽 끝부분은 흰색이다. 가슴은 검은색이며 배는 어두운 갈색으로 아래로 갈수록 엷은 색을 띤다. 부리와 다리는 검은색이다.
겨울을 날 때는 주로 바닷가, 육지 깊숙이 바다가 들어온 곳, 해안의 얕은 곳에서 생활한다. 낮의 간조시에는 거친 해안이나 얕은 곳에서 먹이를 찾으며, 수중에 머리를 넣기도 한다. 먹이는 겨울에는 해조류가 주식이며 조개류도 먹는다.
습한 이끼로 덮인 툰드라 지대의 호수, 갯벌의 하안·하구에서 번식한다. 툰드라의 땅 위나 바위 사이에 이끼류를 이용해 접시 모양으로 둥지를 만들고 6월 중순경에 알을 3~8개 낳는다. 알은 회백색이다.
국내 동해안에 주로 월동하지만, 이동시기에 서·남해안에서도 관찰된다. 주로 해상, 해만, 해안의 거칠거나 얕은 곳에서 지내는데 때로는 하천, 호소, 간척지에도 내려앉는다.
해외에는 시베리아 동부의 북극에서 캐나다 서부의 툰드라 일원에 분포되어 있으며, 한국, 일본, 중국, 북부연안, 북미 서부연안 등지에서 월동한다.

대한민국에서는 1982년 11월 16일 천연기념물 제325호로 지정되었지만, 2005년 조류의 분류체계를 따라 독립된 세부 번호를 부여해 개리는 천연기념물 제325-1호, 흑기러기는 천연기념물 제325-2호로 지정되었다. 또한, 흑기러기는 현재 멸종위기 야생생물 Ⅱ급으로 지정되어 있다.